# Lucanidae
Famille
Les Lucanidae forment une famille d'environ 1 200 espèces de coléoptères qui sont caractérisés par la présence de mandibules très développées, notamment chez le mâle. 

## Dénomination
Cette famille a été décrite par l'entomologiste français Pierre André Latreille en 1804 sous le nom de Lucanidae d'après le genre Lucanus décrit en 1763 par l'entomologiste italien Giovanni Antonio Scopoli en référence à la Lucanie.

### Nom vernaculaire
- Lucanes

## Description
Quelques espèces peuvent atteindre 12 cm de long mais la plupart mesurent environ 5 cm.

## Taxinomie
Cette famille se décompose en 6 sous-familles dont 2 éteintes :
- Aesalinae MacLeay, 1819

Liste des genres
Aesalus - Ceratognathus - Echinoaesalus - Hilophyllus - Holloceratognathus - Lucanobium - Mitophyllus - Nicagus - †Cretaesalus - †Juraesalus - †Sinaesalus
- Lampriminae MacLeay, 1819

Liste des genres
Dendroblax - Homolamprima - Lamprima - Phalacrognathus - Streptocerus.
- Lucaninae Latreille, 1804

Il existe 101 genres pour cette sous-famille
- Syndesinae MacLeay, 1819

Liste des genres
Ceruchus - Sinodendron - Syndesus
deux sous-familles éteintes : 
- †Ceruchitinae
- †Protolucaninae